# Курсы Флоран
Курсы Флоран (фр. Cours Florent) — частная школа драматического искусства в Париже (Франция), основанная в 1967 году Франсуа Флораном.
Школа находится в 19-м округе Парижа (улица Аршер, улица Матиса и проспект Жореса), её отделения есть также в Брюсселе (Бельгия) и с сентября 2015 года в Монпелье (Франция).

## Программа обучения
Школа «Курсы Флоран» известна как одна из самых престижных драматических школ Франции. Профессиональное обучение актерского мастерства длится несколько лет для всех желающих, кому исполнилось 17 лет. Работают также театральные классы для детей и подростков, набор в которых проводится с 7-летнего возраста. Курсы Флоран предлагают художественные и междисциплинарные программы, направленные не только на актерскую игру, но и на постановку, музыку и танец.
Школа также проводит специальный курс подготовки своих слушателей к вступительным экзаменам в престижную Высшую национальную консерваторию драматического искусства (CNSAD), Национальную школу театрального искусства и техники (ENSATT) в Лионе и Высшую школу драматического искусства Страсбургского национального театра.

## Известные выпускники
Среди выпускников школы есть много знаменитостей:
- Изабель Аджани
- Моржана Алауи
- Иван Атталь
- Эдуар Бер
- Жанна Балибар
- Малик Бенталха
- Эмманюэль Берко
- Доминик Блан
- Жак Вебер
- Гийом Гальен
- Хосе Гарсия
- Марина Хэндс
- Ева Грин
- Оливье Гурме
- Жан-Пьер Дарруссен
- Мари де Вильпен
- Эмманюэль Дево
- Аньес Жауи
- Эльза Зильберштейн
- Венсан Эльбаз
- Гад Эльмалех
- Гийом Кане
- Жиль Каплан
- Изабель Карре
- Николя Казаль
- Сандрин Киберлен
- Анн Консиньи
- Диана Крюгер
- Клотильда Куро
- Самюэль Ле Бьян
- Венсан Линдон
- Софи Марсо
- Пьер Нине
- Даниэль Отей
- Дени Подилидес
- Жером Прадон[2]
- Кристиана Реали
- Мюриэль Робен
- Себастьян Роше
- Жан-Поль Рув
- Матильда Сенье
- Одри Тоту
- Гаспар Ульель
- Милен Фармер
- Стефан Фрейсс
- Тьерри Фремон
- Чжу Сюань[англ.]
- Франсис Юстер